# Heroes of the Flames
Heroes of the Flames è un serial del 1931 diretto da Robert F. Hill. Prodotto dall'Universal, è considerato un film perduto. Viene ricordato per il primo ruolo della futura star Bruce Cabot in un ruolo non accreditato di comparsa.

## Trama

### Episodi
1. The Red Peril
2. Flaming Hate
3. The Fire Trap
4. Death's Chariot
5. The Avalanche
6. The Jaws of Death
7. Forest of Fire
8. Blank Cartridges
9. The House of Terror o "The House of Horror")
10. The Depths of Doom
11. A Flaming Death
12. The Last Alarm

## Produzione
Il film fu prodotto dall'Universal Pictures.

## Distribuzione
Distribuito dall'Universal Pictures, uscì nelle sale cinematografiche statunitensi il 2 giugno 1931.